# トヨタ・プロエース
プロエース（PROACE）は、トヨタ自動車がヨーロッパで販売するLCV（Light Commercial Vehicle：小型商用車）である。商用仕様の「プロエース」、乗用仕様の「プロエース ヴァーソ（PROACE VERSO）」に大別される。

## 概要
2012年7月、欧州トヨタ（TME）とPSAプジョー・シトロエン（PSA）は、2013年半ばから欧州において小型商用車をTMEにOEM供給することで合意。この時、次期モデルもOEM供給することで合意した。生産はPSAが行い、資本提携は行わない。
2012年10月15日、PSAからOEM供給される小型商用車の車名を『プロエース』と発表した。
初代モデルは、2013年、PSAとフィアットの合弁会社セベル（Sevel）社が開発・製造していた前輪駆動のLCVのOEM供給を受け欧州市場での販売を開始した。
2代目モデルは、トヨタ・プジョー・シトロエンの共同開発となり、2016年のジュネーブショーで初公開された。なお、PSA版では乗用モデルのネーミングが、プジョー トラベラー（Peugeot Traveler）、シトロエン スペースツアラー（Citroen SpaceTourer）である。
2024年より、上位モデルの『トヨタ・プロエース・マックス』が欧州トヨタから販売されているが、こちらはフィアット・デュカトのOEMである。

## 初代（2013年 - 2016年）
初代はプジョー・エキスパート、シトロエン・ジャンピー、フィアット・スクードと兄弟車で、前後にトヨタのエンブレムが装着されるほか、バンパーやヘッドライトのデザインが兄弟車とは異なる。ホイールベースが3,000 mmで全長4,805 mm、ホイールベースが3,122 mmで全長5,135 mmの2タイプの長さがあり、全高も標準ルーフの1,942 mmとハイルーフの2,276 mmの2タイプがある。

## 2代目（2016年 - ）
2015年12月1日に発表。実車は2016年のジュネーブモーターショーにて初公開された。従来の商用車に加え新たに乗用車版が設定され、「プロエース ヴァーソ」を名乗る。欧州市場では大型MPVカテゴリーに属し、9人乗りである。全長4,610 mm、4,960 mm、5,310 mmの3タイプが用意され、ホイールベースは2,930 mmと3,280 mmの2タイプがある。
2020年5月、電動化された「プロエース EV」を2020年秋に欧州市場で発売することを発表した。

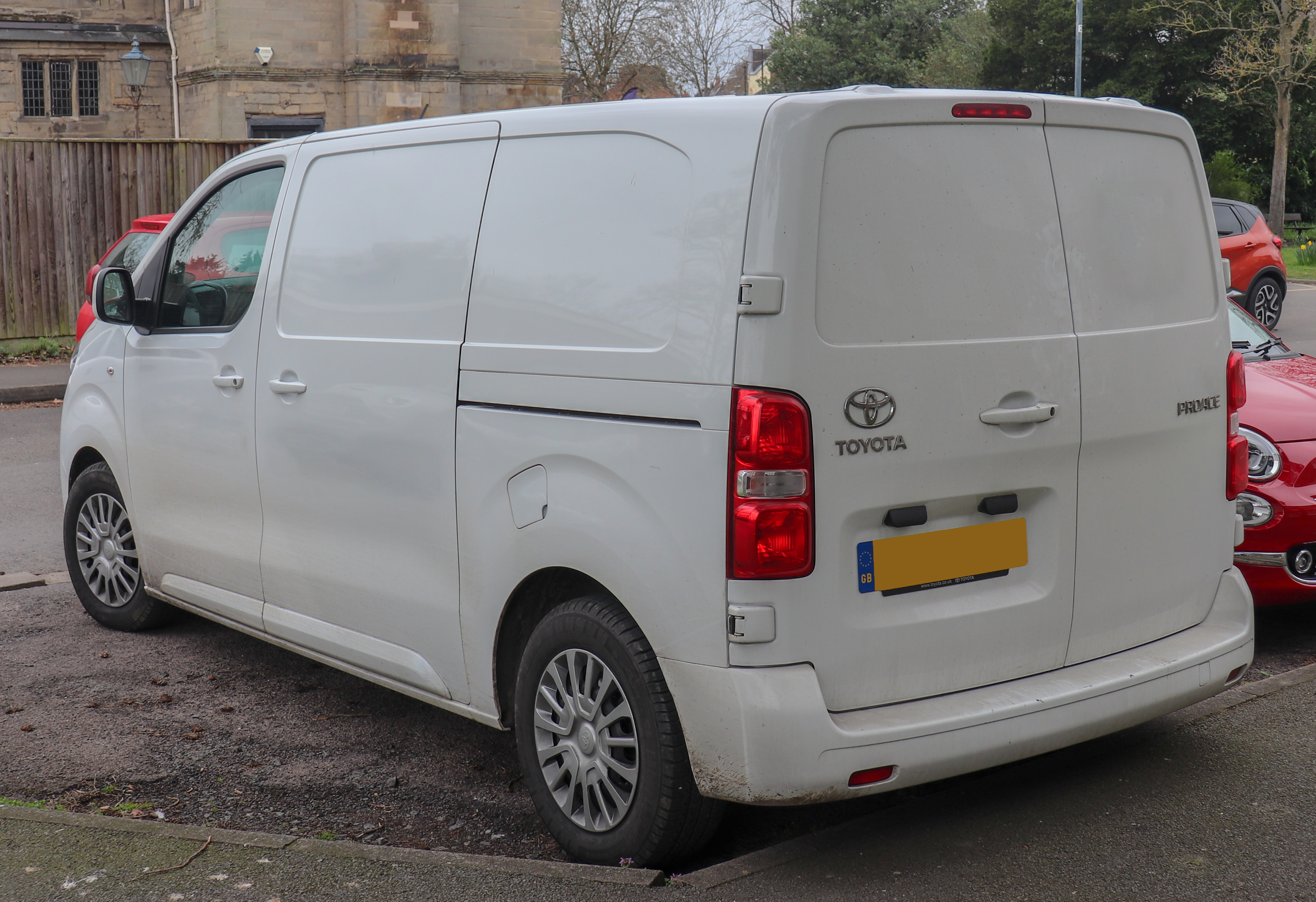
プロエース（リア）
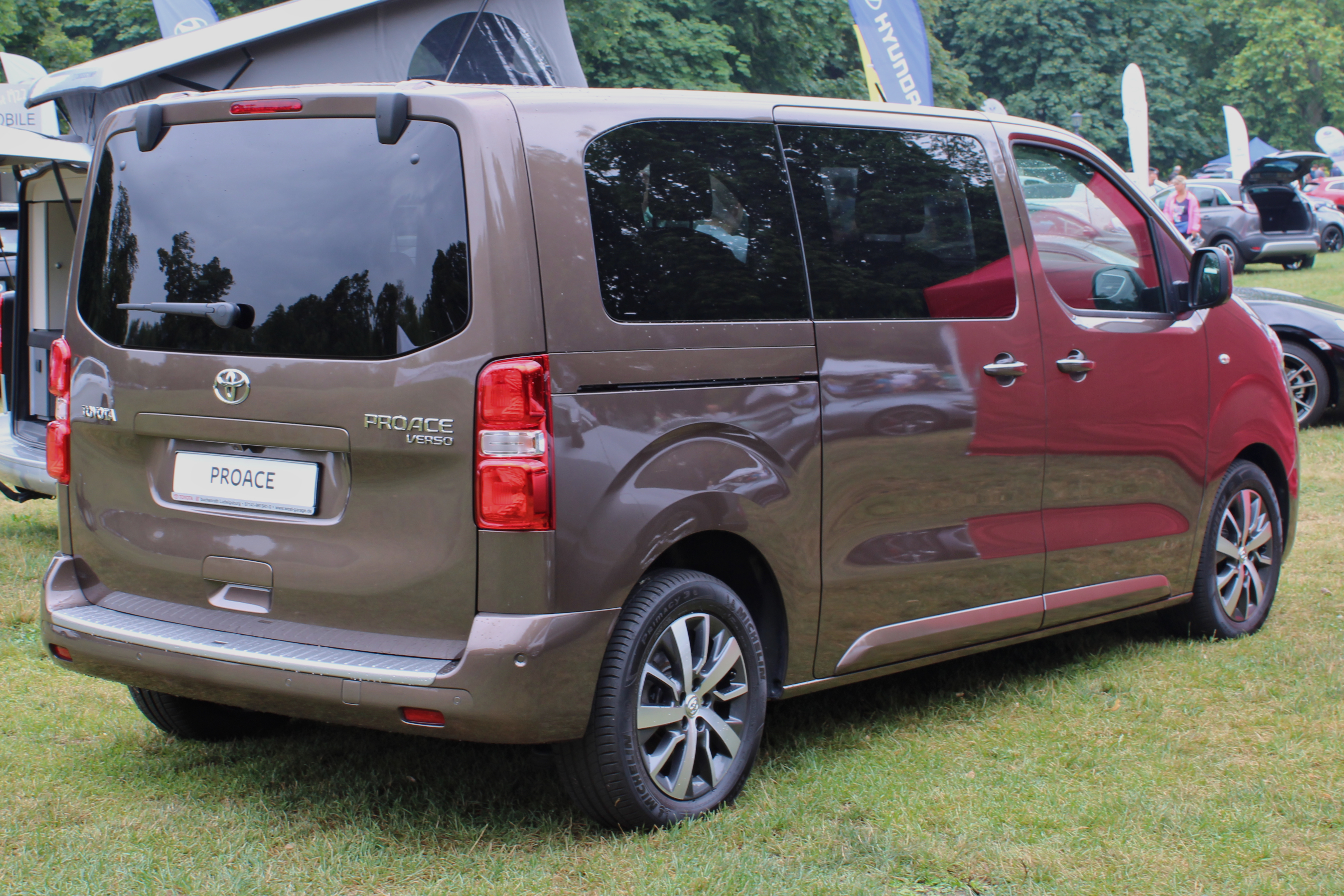
プロエース ヴァーソ 跳ね上げバックドア+グラスハッチ（リア）
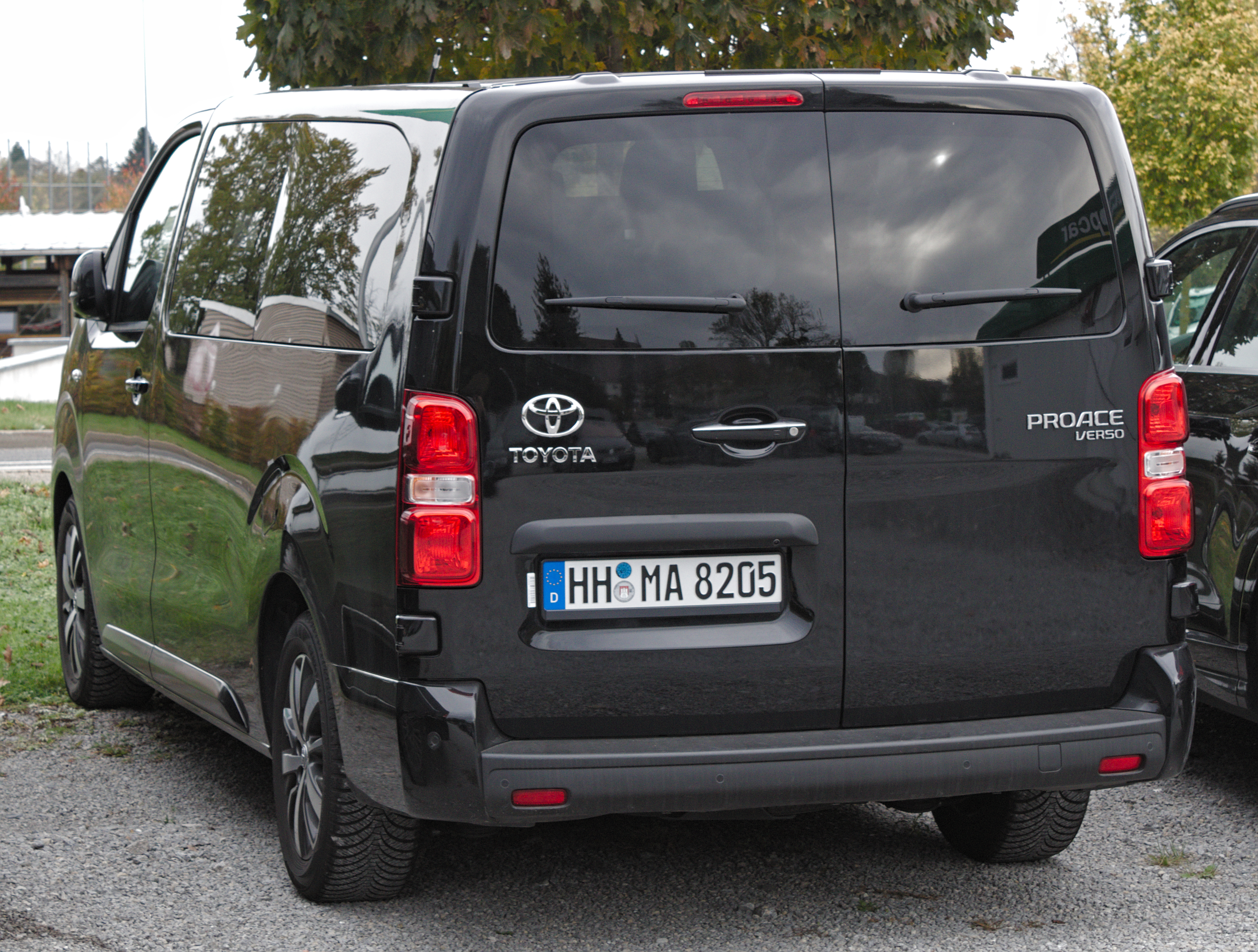
プロエース ヴァーソ 観音開きバックドア（リア）
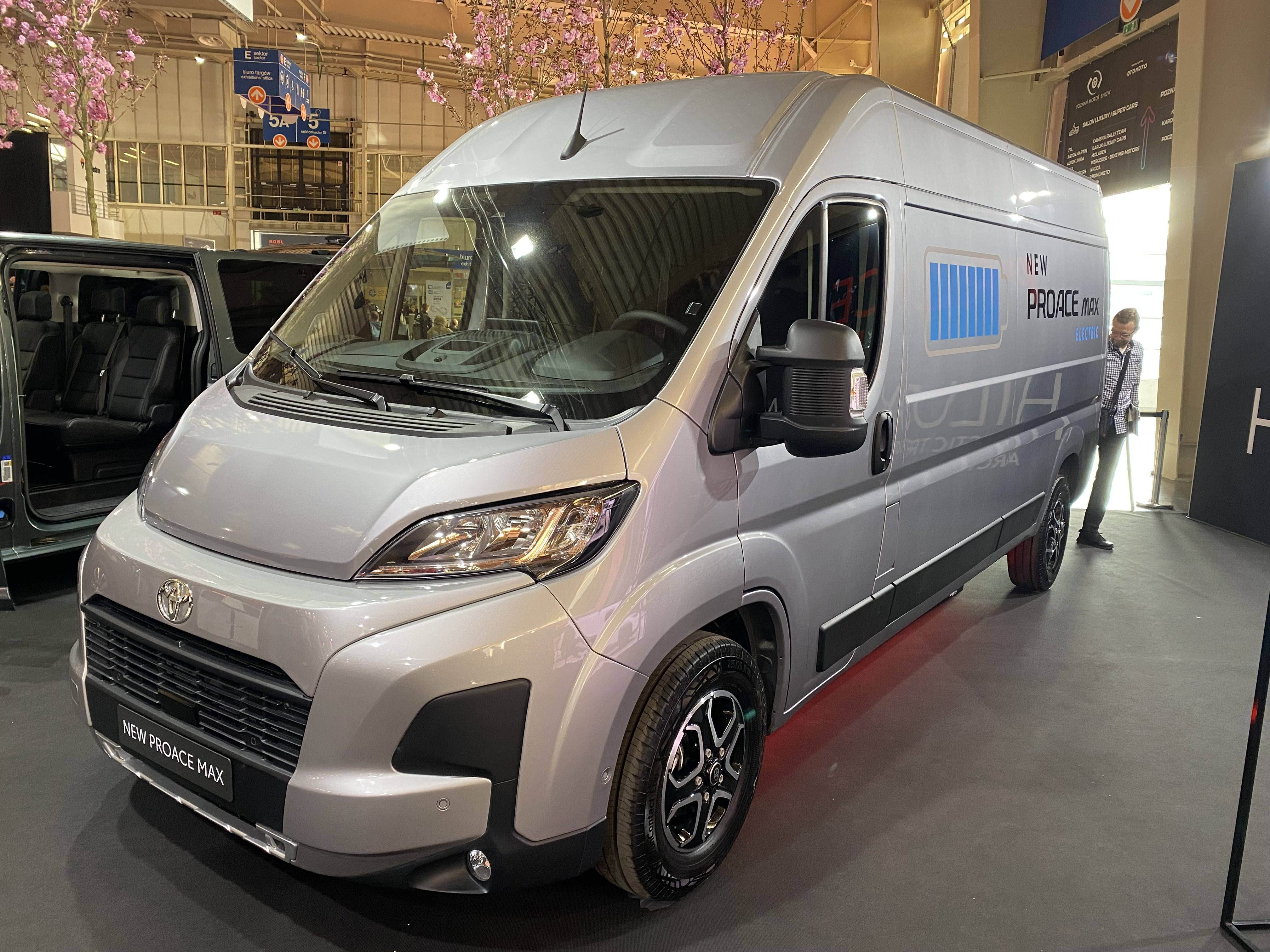
プロエース MAX（フロント）
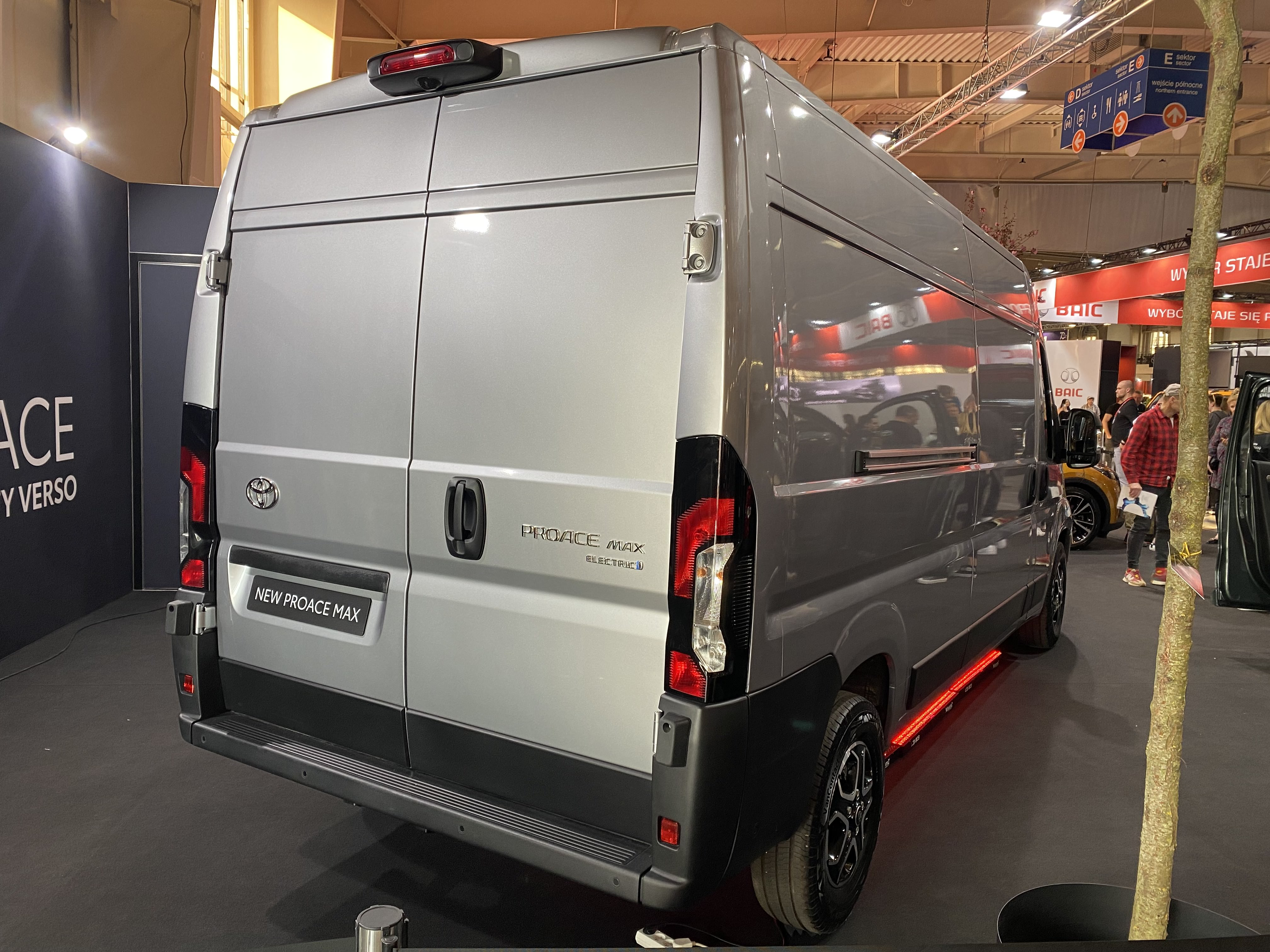
プロエース MAX（リア）